# Sparkasse Prignitz
Die Sparkasse Prignitz ist eine Sparkasse in Brandenburg mit Sitz in Pritzwalk. Sie ist eine Anstalt des öffentlichen Rechts.

## Geschäftsgebiet und Träger
Das Geschäftsgebiet der Sparkasse Prignitz umfasst den Landkreis Prignitz, welcher auch Träger der Sparkasse ist.

## Geschäftszahlen
Die Sparkasse Prignitz wies im Geschäftsjahr 2023 eine Bilanzsumme von 1,049 Mrd. Euro aus und verfügte über Kundeneinlagen von 897,6 Mio. Euro. Gemäß der Sparkassenrangliste 2023 liegt sie nach Bilanzsumme auf Rang 316. Sie unterhält 13 Filialen/Selbstbedienungsstandorte und beschäftigt 150 Mitarbeiter.

## Sparkassen-Finanzgruppe
Die Sparkasse Prignitz ist Teil der Sparkassen-Finanzgruppe und gehört damit auch ihrem Haftungsverbund an. Er sichert den Bestand der Institute und sorgt dafür, dass sie auch im Fall der Insolvenz einzelner Sparkassen alle Verbindlichkeiten erfüllen können. Die Sparkasse vermittelt Bausparverträge der regionalen Landesbausparkasse, offene Investmentfonds der Deka und Versicherungen der Feuersozietät. Im Bereich des Leasing arbeitet die Sparkasse Prignitz mit der  Deutschen Leasing zusammen. Die Funktion der Sparkassenzentralbank nimmt die Landesbank Hessen-Thüringen wahr.